# Enteroplea lacustris
Enteroplea lacustris är en hjuldjursart som beskrevs av Ehrenberg 1830. Enteroplea lacustris ingår i släktet Enteroplea och familjen Notommatidae. Inga underarter finns listade i Catalogue of Life.